# Casatelli Peak
Casatelli Peak är en bergstopp i Antarktis. Den ligger i Östantarktis. Australien gör anspråk på området. Toppen på Casatelli Peak är 1 611 meter över havet, eller 13 meter över den omgivande terrängen. Bredden vid basen är 0,55 km.
Terrängen runt Casatelli Peak är huvudsakligen kuperad, men åt nordost är den platt. Trakten är obefolkad. Det finns inga samhällen i närheten. 